# Bentvueghels

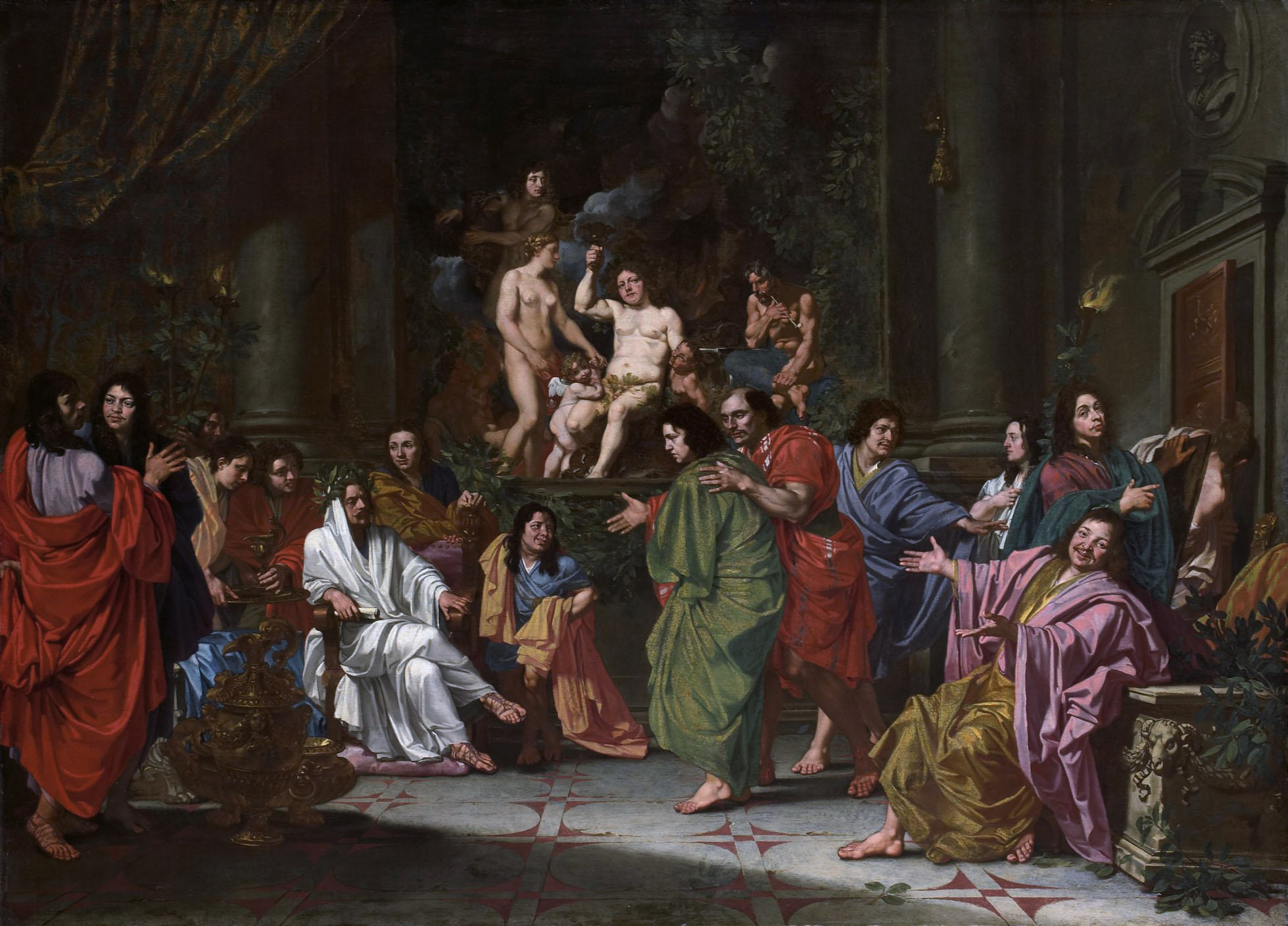
Anonimo, Iniziazione di un Bentvueghel a Roma, ca 1660 Rijksmuseum Amsterdam

La Schildersbent (clan dei pittori) fu un'associazione di pittori, principalmente olandesi e fiamminghi, che prosperò per un secolo tra il 1620 e il 1720 circa a Roma.
Era famosa per i suoi rituali bacchici e per l'opposizione all'Accademia di San Luca. I suoi membri si definivano Bentvueghels (simili).

## Storia
Questa organizzazione fu principalmente di tipo sociale, fornendo un luogo d'incontro per i membri e, quando necessario, un aiuto finanziario per gli amici compatrioti, in caso di malattia o di noie con l'amministrazione o la giustizia.
Essa non possedeva uno statuto o un programma determinati. La lingua utilizzata nelle riunioni era l'olandese. Tra i membri, i tedeschi erano ben accetti, mentre in teoria artisti di altre nazioni erano esclusi.
Tra i fondatori di questa corporazione vi furono dei pittori paesaggisti olandesi italianates come Cornelis van Poelenburch e Bartholomeus Breenbergh e seguaci del Caravaggio come Paulus Bor e Wouter Crabeth II. Ma l'esponente più di spicco della bent, arrivato alcuni anni dopo la sua fondazione nel 1625, fu Pieter van Laer, detto Il Bamboccio per il suo aspetto sproporzionato. Questi dipingeva scene di genere rappresentanti la vita quotidiana del popolo romano, dette bambocciate. Gli appartenenti alla sua scuola furono detti Bamboccianti.
La maggior parte dei Bentvueghels, come pure degli artisti stranieri a Roma, abitava nei quartieri ai piedi del Pincio e intorno a Piazza di Spagna, spesso addirittura sotto lo stesso tetto.
Non sembra che la religione abbia giocato un ruolo importante nella vita dell'organizzazione, ma la maggior parte degli appartenenti ad essa era protestante, quindi probabilmente i poteri imperiale e papale erano sentiti come nemici, anche se non vi erano impedimenti affinché uno di questi artisti potesse divenire un protetto di un qualche grande mecenate vicino alla corte papale.
Comunque i Bentvueghels difesero sempre strenuamente i loro diritti e la loro libertà nei confronti del potere papale e delle istituzioni che da questo dipendevano. 
La Schildersbent si oppose in modo polemico alle procedure dell'Accademia e propugnò principi artistici contrari a quelli promossi dalle organizzazioni ufficiali di pittori, in particolare i Bentvueghels si rifiutarono di pagare la tassa per il diritto d'esercitare il mestiere d'artista e si misero a vendere le loro opere per strada, cosa che era stata proibita dall'Accademia. Questo fatto costrinse, nel 1633, il papa Urbano VIII ad imporre loro ufficialmente questa tassa annuale. Iniziò così un lungo braccio di ferro tra la Bent e l'Accademia: nel 1635, il direttore (Principe) dell'Accademia di San Luca, Pietro da Cortona, indisse una riunione per discutere della tassa sulla licenza professionale. Il conflitto si protrasse ancora fino al 1644 quando, ormai morto papa Urbano VIII, l'Accademia fu costretta a concedere ai Bentvueghels di poter vendere i loro dipinti volgari per strada senza pagare tasse. Questo fu un brutto colpo per il prestigio dell'Accademia di San Luca, tanto più che ormai un buon numero di Bentvueghels aveva trovato protezione presso grandi famiglie o prelati di Roma.
Tuttavia, nel 1720, l'associazione fu sciolta per decreto papale. Ormai da lungo tempo i suoi membri venivano accusati e spesso portati davanti al giudice per vita notturna dissoluta e perfino violenta.
Altra caratteristica della Schildersbent, che richiamava scarso apprezzamento, erano i rituali e pratiche bacchici dei suoi associati. Anche se l'organizzazione non aveva uno statuto o un qualsivoglia regolamento, era comunque previsto un rituale di iniziazione a cui doveva sottoporsi ogni nuovo adepto e che ci è noto da varie testimonianze lasciate da Bentvueghels, come disegni, incisioni e racconti (vedi il Teutsche Academie der Bau-, Bild- und Mahlerey-Künste di Joachim von Sandrart e i racconti di Cornelis de Bruijn relativi alla sua visita a Roma). Si trattava di una parodia di antiche feste, in cui i vari membri, vestiti con toghe e con la corona d'alloro, onoravano Bacco. Il novizio aveva il privilegio di giocare il ruolo del dio. La cerimonia iniziava con uno pseudo-battesimo in chiave sempre di parodia, in cui il nuovo adepto veniva innaffiato di vino. Seguivano lauti banchetti e la visita alla tomba di Bacco, ovvero al Sarcofago di Costantina in porfido rosso, recante scolpite scene di vendemmie con tralci di vite e putti. Questo sarcofago si trovava nella Chiesa di Santa Costanza, che allora si credeva, erroneamente, essere stata costruita su un tempio dedicato a Bacco.
Oltre all'iniziazione, era usanza che ogni membro avesse un soprannome: in una nicchia vicino al sarcofago, si trovano centinaia di nomi di Bentvueghels con i relativi soprannomi.

## Membri del gruppo
- Willem van Aelst, alias Vogelverschrikker
- Jan Asselyn, alias Crabbetje
- Jan van Bijlert, alias Aeneas[3]
- Cornelis Bloemaert II alias Winter[4]
- Jan Frans van Bloemen, alias Orizzonte[5]
- Norbert van Bloemen, alias Cephalus[5]
- Pieter van Bloemen, alias Standaart o Stendardo[5]
- Jacques Blondeau
- Paulus Bor, alias Orlando[6]
- Frans van Bossuit, alias Osservatore[7].
- Valentin de Boulogne
- Bartholomeus Breenbergh, alias Het Fret (il furetto)[8].
- Gerrit van Bronckhorst[9]
- Johannes van Bronckhorst[10]
- Jan van Bunnick, alias Keteltrom o Timballo[11][12]
- Leonard Bramer
- Bartholomeus Breenbergh
- Cornelis de Bruijn[2]
- Adriaen van der Cabel, alias Corydon o Geestigkeit[13]
- Wouter Crabeth II
- Jacob van der Does, alias Tamboer[14]
- Willem Doudijns, alias Diomedes[15]
- Robbert Duval, alias Fortuyn[16]
- Jan Fyt, alias Goudvink[17]
- Wybrand de Geest I, alias De Friesche Adelaar (Frisian Eagle)[18]
- Abraham Genoels II, alias Archimede, per le sue conoscenze di matematica[19]
- Jan Gottlieb Glauber, alias Myrtil[20]
- Johannes Glauber, alias Polidoro[21]
- Jacob de Heusch[22], alias Affdruck (copista)[23]
- Samuel van Hoogstraten, alias Batavier
- Pieter van Laer, alias Il Bamboccio
- Jan Linsen, alias Hermafrodito[6]
- Johann Liss
- Jan Miel
- Daniel Mijtens II, alias Bonte kraai[24]
- Isaac de Moucheron, alias Ordonantie[25]
- Cornelis van Poelenburch, alias Satier
- Luigi Primo, alias Gentile[26]
- Jan-Erasmus Quellinus
- Philipp Peter Roos, alias Mercurius[27]
- Joachim von Sandrart[2]
- Willem Schellinks
- Johann Heinrich Schönfeld, alias Trinangell[2]
- Otto Marseus van Schrieck, alias Snuffelaer[28].
- Theodor van der Schuer, alias Vriendschap[29]
- Cornelis Schut I
- Augustinus Terwesten, alias Patrijs[30]
- Elias Terwesten, alias Paradijsvogel o Den Branden[31]
- Jacob Ferdinand Voet
- Erasmus Voss, alias Chiron[2]
- Jan Baptist Weenix, alias Hochet (sonaglino) per il suono della sua voce[32]
- Matthias Withoos, alias Calzetta bianca[33]
- Gaspar van Wittel